# Stanislav Bilenkyi
Stanislav Bilenkyi (ucraniano: Станіслав Сергійович Біленький; Donetsk, Ucrania, 22 de agosto de 1998) es un futbolista ucraniano que juega como delantero en el Maccabi Netanya Football Club de la Liga Premier de Israel.

## Trayectoria
Es un producto de los sistemas escolares del FC Shakhtar y del FC Olimpik en su Donetsk natal.
Jugó en la Liga Premier ucraniana de reservas y debutó con el F. C. Olimpik Donetsk en la Liga Premier de Ucrania en un partido contra el F. C. Zoryá Lugansk el 31 de mayo de 2017.
El 17 de diciembre de 2021 firmó un contrato de dos años con el F. C. Dinamo Tbilisi.

## Estadísticas

### Clubes
Actualizado al último partido disputado el 3 de diciembre de 2022.
| Club                                        | Div.          | Temporada     | Liga  | Liga  | Liga   | Copas nacionales | Copas nacionales | Copas nacionales | Copas internacionales | Copas internacionales | Copas internacionales | Total | Total | Total  |
| Club                                        | Div.          | Temporada     | Part. | Goles | Asist. | Part.            | Goles            | Asist.           | Part.                 | Goles                 | Asist.                | Part. | Goles | Asist. |
| ------------------------------------------- | ------------- | ------------- | ----- | ----- | ------ | ---------------- | ---------------- | ---------------- | --------------------- | --------------------- | --------------------- | ----- | ----- | ------ |
| F. C. Olimpik Donetsk · Ucrania             | 1.ª           | 2016-17       | 1     | 0     | 0      | 0                | 0                | 0                | ―                     | ―                     | ―                     | 1     | 0     | 0      |
| F. C. Olimpik Donetsk · Ucrania             | 1.ª           | 2017-18       | 31    | 6     | 2      | 1                | 0                | 0                | 2                     | 1                     | 0                     | 34    | 7     | 2      |
| F. C. Olimpik Donetsk · Ucrania             | 1.ª           | 2018-19       | 2     | 0     | 1      | 0                | 0                | 0                | ―                     | ―                     | ―                     | 2     | 0     | 1      |
| F. C. Olimpik Donetsk · Ucrania             | Total club    | Total club    | 34    | 6     | 3      | 1                | 0                | 0                | 2                     | 1                     | 0                     | 37    | 7     | 3      |
| F. C. DAC 1904 Dunajská Streda · Eslovaquia | 1.ª           | 2018-19       | 8     | 1     | 0      | 2                | 0                | 0                | ―                     | ―                     | ―                     | 10    | 1     | 0      |
| F. C. DAC 1904 Dunajská Streda · Eslovaquia | Total club    | Total club    | 8     | 1     | 0      | 2                | 0                | 0                | 0                     | 0                     | 0                     | 10    | 1     | 0      |
| Zagłębie Sosnowiec · Polonia                | 2.ª           | 2019-20       | 18    | 2     | 2      | 1                | 0                | 0                | ―                     | ―                     | ―                     | 19    | 2     | 2      |
| Zagłębie Sosnowiec · Polonia                | Total club    | Total club    | 18    | 2     | 2      | 1                | 0                | 0                | 0                     | 0                     | 0                     | 19    | 2     | 2      |
| F. C. Rukh Lviv · Ucrania                   | 2.ª           | 2019-20       | 5     | 0     | 0      | 0                | 0                | 0                | ―                     | ―                     | ―                     | 5     | 0     | 0      |
| F. C. Rukh Lviv · Ucrania                   | Total club    | Total club    | 5     | 0     | 0      | 0                | 0                | 0                | 0                     | 0                     | 0                     | 5     | 0     | 0      |
| F. C. Dinamo Brest · Bielorrusia            | 1.ª           | 2021          | 27    | 13    | 2      | 0                | 0                | 0                | ―                     | ―                     | ―                     | 27    | 13    | 2      |
| F. C. Dinamo Brest · Bielorrusia            | 1.ª           | 2022          | 0     | 0     | 0      | 2                | 0                | 2                | 2                     | 1                     | 0                     | 4     | 1     | 2      |
| F. C. Dinamo Brest · Bielorrusia            | Total club    | Total club    | 27    | 13    | 2      | 2                | 0                | 2                | 2                     | 1                     | 0                     | 31    | 14    | 4      |
| F. C. Dinamo Tbilisi Georgia                | 1.ª           | 2022          | 28    | 10    | 6      | 2                | 1                | 0                | 1                     | 0                     | 0                     | 31    | 11    | 6      |
| F. C. Dinamo Tbilisi Georgia                | Total club    | Total club    | 28    | 10    | 6      | 2                | 1                | 0                | 1                     | 0                     | 0                     | 31    | 11    | 6      |
| Total carrera                               | Total carrera | Total carrera | 120   | 32    | 13     | 8                | 1                | 2                | 5                     | 2                     | 0                     | 133   | 35    | 15     |